# دان كارول
دان كارول (بالإنجليزية: Dan Carroll)‏ هو متزلج سريع أمريكي، ولد في 17 ديسمبر 1949 في مقاطعة سانت لويس في الولايات المتحدة.

## وصلات خارجية
- دان كارول على موقع SpeedSkatingBase.eu (الإنجليزية)
- دان كارول على موقع SpeedSkatingNews.info (الإنجليزية)
- دان كارول على موقع SpeedSkatingStats.com (الإنجليزية)
- دان كارول على موقع أوليمبيديا (الإنجليزية)